# Plugged
『plugged』（プラグド）は、1994年3月21日にリリースされた、原田真二4作目のミニアルバムであり、通算15作目となるスタジオ・アルバムである。

## 解説
1994年3月21日、2枚のミニアルバムを同時リリース。本作の方は、他のアーティストへの提供曲（4曲）を中心とした、新録音によるリメイク・アルバムである。
この2枚のミニアルバム『unplugged』『plugged』には、「原田真二リメイクス」という副タイトルが付いていて、発売後、リメイクスツアーと題したライヴツアーが実施された。
- 1. 瞳いっぱいの涙： 山下久美子への提供曲。1985年シングル曲のリメイク。
- 2. フライデーナイト レビュー： 吉川晃司への提供曲。吉川のファーストアルバム1曲目に収録された曲のリメイク。
- 3. パイナップル アイランド： 松田聖子への提供曲。1982年アルバム「Pineapple」のタイトルチューン的曲を英語バージョンでリメイク。
- 4. キャンドルの瞳： 吉川晃司への提供曲。1985年シングル曲のリメイク。
- 5. 波を聴いた夜-Love Affair-： 1993年シングル曲のリメイク。
- 6. タイム・トラベル： 1978年シングル曲のリメイク。

### Recorded date
Jan.～feb.　1994

## 収録曲
1. 瞳いっぱいの涙　(5:33)
  - 作詞： 康珍化／作曲・編曲： 原田真二
2. フライデーナイト レビュー　(4:50)
  - 作詞： 安藤秀樹／作曲・編曲： 原田真二
3. パイナップル アイランド (ENGLISH VERSION)　(5:39)
  - 作詞： 松本隆／作曲・編曲： 原田真二 （英訳詞：Mary Stickels）
4. キャンドルの瞳　(4:07)
  - 作詞： 安藤秀樹／作曲・編曲： 原田真二
5. 波を聴いた夜-Love Affair-　(4:08)
  - 作詞： 安藤秀樹／作曲・編曲： 原田真二
6. タイム・トラベル　(4:18)
  - 作詞： 松本隆／作曲・編曲： 原田真二

## MUSICIANS
- Recorded and Mixed by Shinji Harada
- Assistant Engineer ： Akira Suzuki
- ALL SONGS ARRANGED AND PLAYED BY SHINJI HARADA